# Franco Minerva
Franco Minerva (Buenos Aires, 31 gennaio 2006) è un calciatore argentino, centrocampista del Platense.

## Carriera
Minerva è cresciuto nel settore giovanile del Platense, con cui ha firmato il primo contratto professionistico il 9 gennaio 2024. Ha debuttato in prima squadra il 15 giugno seguente trovando al contempo la prima rete in carriera nell'incontro di Primera División perso 2-1 contro il Talleres (C).

## Statistiche

### Presenze e reti nei club
Statistiche aggiornate al 13 luglio 2025.
| Stagione        | Squadra         | Campionato      | Campionato | Campionato | Coppe nazionali | Coppe nazionali | Coppe nazionali | Coppe continentali | Coppe continentali | Coppe continentali | Altre coppe | Altre coppe | Altre coppe | Totale | Totale | Totale |
| Stagione        | Squadra         | Comp            | Pres       | Reti       | Comp            | Pres            | Reti            | Comp               | Pres               | Reti               | Comp        | Pres        | Reti        | Pres   | Reti   |        |
| --------------- | --------------- | --------------- | ---------- | ---------- | --------------- | --------------- | --------------- | ------------------ | ------------------ | ------------------ | ----------- | ----------- | ----------- | ------ | ------ | ------ |
| 2024            | Platense        | PD              | 13         | 1          | CA+CdL          | 0               | 0               | -                  | -                  | -                  | -           | -           | -           | 13     | 1      |        |
| 2025            | Platense        | PD              | 6          | 0          | CA              | 0               | 0               | -                  | -                  | -                  | -           | -           | -           | 6      | 0      |        |
| Totale carriera | Totale carriera | Totale carriera | 19         | 1          |                 | 0               | 0               |                    | -                  | -                  |             | -           | -           | 19     | 1      |        |

## Palmarès

### Club

#### Competizioni nazionali
- Campionato argentino: 1

Platense: 2025 (Apertura)